# Gnishik, Vayots Dzor
Gnishik là một đô thị thuộc tỉnh Vayots Dzor, Armenia. Dân số ước tính năm 2011 là 217 người.